# Ceratina accusator
Ceratina accusator är en biart som beskrevs av Cockerell 1919. Den ingår i släktet märgbin och familjen långtungebin.

## Taxonomi
Inga underarter finns listade i Catalogue of Life. Emellertid har van der Vecht beskrivit en underart Ceratina (Ceratinidia) accusator mutabilis van der Vecht, 1952, som har accepterats av flera auktoriteter.

## Beskrivning
Ceratina accusator är en liten art, med en kroppslängd på drygt 6 mm. Speciellt honan hos underarten Ceratina accusator mutabilis kan vara något större, upp till 7 mm. Arten har svart, ometallisk grundfärg, men rikligt med gula markeringar över hela kroppen. På bakkroppen formar dessa gärna tvärband, som på tergiterna 2 och 3 kan vara avbrutna på mitten.

## Utbredning
Arten förekommer i södra delarna av Thailand och troligen även i norr, i Malaysia (bland annat på Borneo och Pinang) samt i Indonesien (bland annat på Java, Sumatra, Bangka och Borneo).

## Ekologi
Troligtvis finns Ceratina accusator i både urskog och kulturskog. Som alla märgbin bygger arten sina larvbon i märgen på olika växter. Boet utgörs av en rak gång med larvceller, typiskt 5 till 11 cm lång. Det förekommer att honan inspekterar larvcellerna under utvecklingstiden, något som bland annat förekommer i samband med ett eusocialt levnadssätt, och undersökningar tyder på att en primitiv form av social struktur kan vara vanlig både hos denna och flera besläktade biarter.